# كليفورد إل ستانلي
كليفورد إل ستانلي (بالإنجليزية: Clifford L. Stanley) (و. 1947 – م) هو ضابط من الولايات المتحدة الأمريكية . ولد في واشنطن العاصمة .

## التعليم
تعلم في Naval War College، وجامعة جونز هوبكينز، وجامعة بنسلفانيا.

## الخدمة العسكرية
خدم في قوات مشاة بحرية الولايات المتحدة.

## جوائز وترشيحات
حصل على جوائز منها:
- وسام "العمل الشجاع في الحرب الوطنية العظمى 1941-1945
- وسام الاستحقاق.